# 翼状粗毛蚤
翼状粗毛蚤（学名：Macrothrix pennigera）为粗毛蚤科粗毛蚤属的动物。在中国大陆，分布于北京等地。